# 若江神社
若江神社（わかえじんじゃ）は、岐阜県岐阜市にある神社。延喜式神名帳に記載されている、美濃国方県郡の式内社である。
境内にあるクロガネモチ、シイは岐阜市の保存樹に指定されている。

## 概略
- 創建時期は不明。元々は現在地の西、約1km付近にあったのが、洪水のため移転したという。
- 江戸時代は若宮八幡宮と称していたという。
- 1872年（明治5年）に郷社となったさい、若江神社に改称する。
- 現在の社殿は1916年（大正5年）の再建である。

## 祭神
- 應神天皇
- 氣長足姫命
- 玉依姫命

## 所在地
- 岐阜県岐阜市西改田東改田入会地字海渕1

## 交通機関
岐阜バス
- 西郷線「西改田」バス停下車、徒歩8分
- 曽我屋線「松ノ木」バス停下車、徒歩5分